# Мус (озеро, Альберта)
Мус (англ. Moose Lake) — «Лосиное озеро» — озеро в провинции Альберта в Канаде. Расположено в восточной части провинции примерно в 240 километрах северо-восточнее Эдмонтона и в 3,5 км западнее города Боннивилл. Одно из средних по величине озёр Канады — площадь 40,8 км². Озеро неглубокое, максимальная глубина — до 19,8 метров, средняя глубина 5,6 метра. Площадь бассейна озера 755 км². Питание — 75 % воды приносит река Тинлейк, остальное — от малых рек и ручьёв. Сток по реке Муслейк. На северном берегу озера расположен провинциальный парк Мус Лейк.
В озере ловится северная щука, судак, озёрный сиг и жёлтый окунь.